# Suzanne Belperron
Suzanne Belperron, (Saint-Claude, 26 de setembro de 1900 - Paris, 10 de janeiro de 1983), foi uma das designers de jóias mais talentosas e influentes do século XX.

## Biografia

### A juventude de uma joalheira
Madeleine Suzanne Marie Claire Vuillerme nasceu em 26 de setembro de 1900 na povoação de Saint-Claude, nas Montanhas Jura (França oriental) a uns 60 quilómetros de Genebra, Suíça. Era filha do mercador Jules Alix Vuillerme (1861–1913) e de Marie Clarisse Faustine Bailly-Maître (1866–1931).
Os habitantes da região de Jura, para se manterem ocupados durante os longos meses de inverno, desenvolveram historicamente um amplo conjunto de ofícios tradicionais, incluindo a arte de cortar pedras preciosas. Entre 1885 e 1929, o povoado de Saint-Claude foi um dos mais importantes centros mundiais no corte de diamantes.
Consciente da precoce inclinação de Suzanne para o desenho, a sua mãe sempre a incentivou a desenvolver o seu talento, conseguindo matriculá-la na Escola de Belas Artes da povoação de Besançon. Esta escola pública foi criada em 1773 pelo pintor suíço Melchior Wirsch e pelo escultor Francês Luc Breton. E desde 1843, em frente à dita escola foi instalado o mais antigo museu público da França, o Museu de Belas Artes e Arqueologia de Besançon. Inaugurado em 1694, quase um século antes do Museu do Louvre em Paris, possui um dos maiores gabinetes de desenho da França, uma distinta coleção de antiguidades clássicas e objetos egípcios antigos.
Suzanne Belperron foi a vencedora do concurso anual de Artes Decorativas de 1918, com um relógio pendurado. O prémio foi a recompensa pelos seus primeiros anos de estudo na confecção de relógios e a decoração de joalharia.

### Uma artista de vanguarda na Casa René Boivin de joalharia
Recém-chegada a Paris em março de 1919, iniciando a década dourada dos anos vinte, Suzanne Belperron arranjou emprego como designer de moda por Jeanne Boivin, viúva de René Boivin. A Casa René Boivin de joalharia, criada em 1890, tinha perdido o seu fundador em 1917, um talentoso designer de jóias. A partir de 1920, as coleções da Casa Boivin passaram a apresentar muitas jóias inspiradas nos esboços que realizara Suzanne Vuillerme desde 1917, quando ainda era estudante na Escola de Belas Artes. Naquele tempo, os seus grandes adornos preciosos e curvilíneos iam contra o estilo dominante Art Déco de joias refinadas, geométricas e estruturadas.
Jeanne Boivin, que sempre considerou Suzanne como uma filha, reconhecia que a jovem “tinha tido o papel principal na vida artística da Casa René Boivin”. Adiando a maternidade, Suzanne dedicou-se por inteiro a elevar a distinção criativa e a reputação internacional da nomeada Casa de joalharia. Como resultado, em 1924, Suzanne Belperron foi designada, com somente 23 anos, co-diretora da Casa René Boivin.
Suzanne casou-se com o engenheiro Jean Belperron, nascido a 18 de fevereiro de 1898 em Dôle, também na região de Jura. A cerimônia civil teve lugar na povoação de Besançon em 11 de julho de 1924.  O casal mudou-se para o número 49 da Rua Lamarck, na área parisiense de Montmartre. No estúdio do pintor expressionista Gen Paul, em Montmartre, Suzanne Belperron conheceu o escritor Louis-Ferdinand Céline, os actores Robert Le Vigan e Arletty, assim como o dramaturgo René Fauchois.
Na Casa René Boivin, Suzanne Belperron alcançou um peculiar prestígio com os seus desenhos de pedras preciosas sobre materiais semi-preciosos como calcedónia, cristal de rocha e quartzo fumado.

### Década de 1930: emergindo das trevas
Suzanne Belperron devia sentir-se aborrecida e certamente frustrada pelo facto de os desenhos originais da Casa René Boivin não lhe serem atribuídos. Tal não era nada excepcional: os joalheiros, durante décadas, tinham insistido no anonimato dos seus desenhadores, independentemente de quão talentosos fossem, incluindo, entre outros, Charles Jacqueau e Peter Lemarchand para a Cartier e René-Sim Lacaze para a Van Cleef & Arpels.
Em fevereiro de 1932, Suzanne Belperron renunciou ao seu cargo na Casa René Boivin. Foi substituída, em janeiro de 1933, por Juliette Moutard, que previamente tinha trabalhado para o fabricante de relógios de luxo Verger Frères. Por sua vez, Germaine Boivin, a filha de Jeanne e René Boivin, que trabalhara previamente como desenhadora para o seu tio, o famoso designer de moda Paul Poiret, que, depois da bancarrota da Casa Poiret em 1929, criara sua própria linha de roupa, só se tornaria empregada da casa René Boivin em 1938.
Em abril de 1932, Suzanne Belperron aceitou a oferta de Bernard Herz, renomado comerciante parisiense de pérolas e pedras preciosas e um dos fornecedores favoritos da Casa René Boivin, que lhe ofereceu a posição principal na sua companhia como “exclusiva, única e reconhecida criadora-desenhista”. Bernard Herz deu-lhe a liberdade de desenhar os seus próprios modelos, com o nome de Herz. A partir do seu salão privado, situado no número 59 da Rua de Châteaudun, Suzanne Belperron assegurou os serviços do famoso cortador de pedras Adrien Louart (1890–1989) e designou a Groëné et Darde como fabricante exclusivo.
Durante a década de 1930, a originalidade dos trabalhos de Suzanne Belperron trouxe crescente fama internacional para a Casa Bernard Herz. A notoriedade de Belperron cresceu em uníssono, tornando-se uma figura relevante no mundo artístico tanto dentro como fora da França. Quase todos os meses, suas criações eram promovidas junto às de reconhecidos joalheiros como Cartier, Boucheron o Van Cleef & Arpels em luxuosos magazines de moda como Vogue (revista) e Harper's Bazaar, com a colaboração habitual de bem conhecidos fotógrafos como George Hoyningen-Huene e Horst P. Horst. Uma amiga achegada, Diana Vreeland (1903–1989), destacada figura na história das modas do século XX e personalidade influente nos magazines especializados (naquele tempo editora chefe de Vogue (revista) e outrora editora de modas de Harper's Bazaar), adorava o estilo de Suzanne Belperron. Sua fama foi tal que o renomado joalheiro nova-iorquino Paul Flato propôs-lhe em julho de 1939 una colaboração artística, que foi recusada pela desenhista francesa.

### «Meu estilo é minha assinatura»
Considerada uma colorista sem rival, a essência do trabalho de Suzanne Belperron consiste em sua extraordinária habilidade para jogar com influências estéticas de origem diversas e motivos inspirados na natureza. Suzanne Belperron admirava a arte e as culturas distantes como as de Egito, o Oriente Próximo (em particular a civilização assíria), a Índia, o Extremo Oriente (China, Japão), África e Oceania. Encontrou inspiração na flora e na fauna naturais, desde criaturas como o pez estrela e os insetos até os detalhes mínimos nos pétalas e nas folhas de um jardim de flores. Suzanne Belperron também se sentiu cativada pelo universo submarino, cujo esplendor de formas e combinação de cores a fascinavam.
Treinada no momento de auge do movimento Art Déco, Suzanne Belperron suavizou a estética linear imperante mediante o uso de materiais e desenhos que outros joalheiros ainda não tinham explorado. Foi pioneira na técnica de colocar pedras preciosas sobre materiais semipreciosos. Além de realizar estas montagens de una forma única, ela optou pelo ouro de 22 quilates, um nível de pureza mais mole que o comumente empregado, devido a sua peculiar cor.
Sua joalheria era tão original que nunca assinou suas peças, fazendo questão de que seu estilo era sua melhor assinatura. Só as joias entregues de mão de Suzanne Belperron em seu salão da Rua Châteaudun, as quais tinham sido desenhadas e aprovadas por ela mesma, cumprindo ao pé da letra com sua famosa máxima. Estava convencida de que a originalidade de suas peças fazia-as identificáveis facilmente e de que portanto não era necessário as assinar. Este foi um princípio do qual nunca abdicou, fazendo não obstante mais embaraçoso o trabalho dos historiadores da Arte ou dos expertos em joalheria, já que com frequência faz-se muito difícil atribuir uma joia a um determinado desenhista sobre a única base de um estilo característico.

### Segunda Guerra Mundial: o trágico final da Casa Herz de joalheria
Durante a ocupação de Paris pelos nazistas, Bernard Herz, quem era judeu de origem, foi interrogado mais de uma vez. Numa oportunidade, Suzanne Belperron conseguiu protegê-lo da Gestapo apoiada em sua amiga Rika Radifé, esposa do ator Harry Baur.
Como consequência da legislação discriminatória denominada “Decreto sobre os Judeus” em contra dos hebreus franceses, copiada das leis nazis e aplicada pelo regime de Vichy em outubro de 1940, Suzanne Belperron tomou pleno controle da Casa Bernard Herz de joalheria desde novembro do mesmo ano, com a finalidade de assegurar a supervivência da companhia. A petição de Bernard Herz depois de seu primeiro arresto em 1941, Suzanne Belperron inscreveu no Registro de Companhias uma nova sociedade limitada clamada Suzanne Belperron SARL, com um capital de 700,000 francos. Tinha um associado, chamado Henri Guiberteau. Seu amigo Marcel Coard ajudou-a com os fundos necessários para a transação.
Sabendo que o futuro do negócio recaía só sobre seus ombros, Suzanne Belperron não deixou de trabalhar em nenhum momento durante a guerra, apesar das dificuldades que experimentava para obter as matérias primas necessárias para a elaboração das joias.
Em 2 de novembro de 1942, Suzanne Belperron e Bernard Herz foram arrestados pela Gestapo como consequência de uma denuncia escrita, sendo conduzidos à Avenida Foch em Paris. Ele foi trasladado de imediato ao campo de internamento de Drancy, onde esteve até o dia 2 de setembro de 1943 quando fui deportado no comboio número 59 rumo ao Campo de extermínio de Auschwitz-Birkenau, Polônia. Por sua vez, Suzanne Belperron foi acossada pela Gestapo, tendo que providenciar documentação oficial sobre a origem racial e a religião da sua família.
Durante as hostilidades, Suzanne Belperron se uniu ao movimento da Resistência Francesa. Suzanne recebeu varias ofertas de companhias norte-americanas para desenhar joias nos Estados Unidos, pero ela elegeu manter-se em Paris.

### Pós-Guerra: criação de Herz-Belperron
Numa última carta, datada em 21 de fevereiro de 1943 e enviada desde o campo de deportação de Drancy, Bernard Herz confiou seus assuntos a Suzanne, ademais de pedir-lhe que protegera os interesses de Aline e Jean, seus filhos. Em 6 de dezembro de 1946, Jean Herz, regressou a Paris logo de um período de cativeiro como prisioneiro de guerra. Cumprindo os últimos desejos de seu pai, Jean assumiu a metade da propriedade da nova companhia, denominada Jean Herz-Suzanne Belperron SARL.
A inícios de 1945, Suzanne Belperron se mudou de seu prédio em Montmartre ao número 14 da Rua d’Aumale, perto dos salões de recepção da Casa Herz-Belperron. Seu amplo apartamento, ambientado ao estilo oriental em perfeita harmonia com a estética clássica, se encontrava num piso superior de um edifício neoclássico. O desenho interior de todas as habitações lhe foi confiado por Suzanne Belperron a sua achegada amiga Marcel Coard, a quem também comissionou para a decoração dos salões de recepção da Rua Châteaudun.
O jovem Jean Herz e Suzanne Belperron assumiram de imediato a nova sociedade, trabalhando juntos de maneira bem-sucedida durante os seguintes 30 anos.

### Haute joaillerie para uma prestigiosa clientela
A joalheira Suzanne Belperron recebia a sua clientela exclusivamente mediante citações previas em salões situados no terceiro andar do número 59 da Rua Châteaudun. Nunca teve a necessidade de abrir una loja, pois estava convencida de que suas peças de joalheria eram por sim mesmas suas melhores embaixadoras. O endereço para as citações sempre foi entregue discreta e oralmente a clientes seletos que se sentiam atraídos pela originalidade de suas obras, assegurando de esse jeito um crescente renome tanto na França como no resto do mundo.
Como um assunto de suprema importância antes de tomar uma ordem, Suzanne Belperron nunca deixava de valorar o estilo de vida de seu cliente, assim como as características de sua rosto, a complexão de sua pele e a forma de suas mãos. De jeito similar, punha especial cuidado na tomada das medidas dos dedos, as munhecas ou o pescoço, à maneira de um alfaiate de alta costura. Se necessário, Suzanne Belperron realizava alguns testes antes da entrega das joias “feitas à medida”, para assegurar-se de que cada criação se acomodar perfeitamente a seu cliente.
Como uma boa capataz de oficina de trabalho manual, Suzanne Belperron mantinha um estrito controle sobre a execução de cada fase da manufatura, garantindo a perfeição do trabalho e evitando que nenhum detalhe fosse deixado a sua sorte. Com esse fim, realizava uma reunião diária nos salões da Rua Châteaudun com o chefe da oficina.
Sua clientela incluía a realeza de quase toda Europa, assim como a inúmeros aristocratas e as dinastias do Aga Khan, Rothschild, Wildenstein e o Duque de Windsor. Suzanne Belperron também atraía clientes do mundo das artes e o entretenimento (atores, comediantes, dramaturgos, bailarinos e cantantes) tales como Josephine Baker, Gary Cooper, Colette, Ganna Walska, María Félix, Arno Breker, Raoul Dufy, Daisy Fellowes, Alice Cocéa, Merle Oberon, Françoise Rosay, Mary Hayley Bell, Charles Boyer, Harry Baur, Louise de Vilmorin, Jean Cocteau e Robert Mallet-Stevens.
Do mundo das modas, os nomes incluíam especialmente a sua amiga Elsa Schiaparelli, além de Diana Vreeland, Nina Ricci, Christian Dior e Jeanne Lanvin. E do âmbito político, personalidades como Paul Reynaud, Léon Blum, Maurice Couve de Murville e Houphouët-Boigny.

### Ao final do caminho
Em 12 de julho de 1963, a desenhista de joias Suzanne Belperron foi elevada ao rango de Cavalheiro da Legião de Honra. A Cruz lhe foi entregue por seu grande amigo Jean Marchar, membro da Resistência Francesa durante a Segunda Guerra Mundial e sociétaire da Comédie-Française.
Quatro anos depois da morte de seu esposo em junho de 1970, Suzanne Belperron e seu associado Jean Herz acordaram, em junta geral efetuada em 28 de junho de 1974, dissolver amistosamente sua companhia. A companhia Herz-Belperron foi liquidada em 31 de dezembro de 1975. Esta decisão aconteceu logo de 55 anos de devoção à arte da joalheria, mas não significou o final de sua carreira professional. Tanto na França como no estrangeiro, tinha forjado laços de amizade com muitos de seus fiéis clientes, os quais se mantiveram confiando nela durante muitos anos. Eles continuaram requerendo seus serviços, especialmente na valoração de joias com propósitos de herança, seguros ou donativos a museus. Por sua vez, Suzanne Belperron recusou toda proposta de colaboração (incluindo as provenientes de Tiffany & Co) dirigida a reeditar sua coleção de joalheria.
Suzanne Belperron morreu num trágico acidente no seu banheiro em 28 de março de 1983 aos 82 anos de idade. Sem filhos, deixou suas propriedades a um amigo achegado.

## Do esquecimento ao renascimento

### O leilão da coleção de joias da Duquesa de Windsor em 1987
Apesar da popularidade que seus desenhos tiveram em seu tempo, o nome de Belperron foi amplamente esquecido até que num prestigioso leilão de Sotheby's, efetuado os dias 2 e 3 de abril de 1987, se apresentara a coleção de joias e objetos preciosos da Duquesa de Windsor. Durante este leilão, só cinco das 14 peças de Belperron foram corretamente catalogadas.

### A reedição das joias de Suzanne Belperron
De volta à cena trás a venda das joias pertencentes à Duquesa de Windsor, o trabalho de Suzanne Belperron foi novamente reconhecido e valorado na medida certa. A Nova Sociedade Herz-Belperron, situada no número 10 da Rua Vivienne, em Paris, foi estabelecida em junho de 1991 para satisfazer a demanda de um único e exclusivo cliente norte-americano, joalheiro assentado em Nova Iorque, que ordenou a dita Sociedade a reedição (em joias novas) da obra de Suzanne Belperron.
A Nova Sociedade Herz-Belperron foi liquidada em 28 de dezembro de 1998, seguida de uma “transferência de ativos dos acionistas”.

### Descobrimento de arquivos pessoais em 2007
Em 2007, o herdeiro universal de Suzanne Belperron morreu. Pela linha sucessória, o novo herdeiro foi dono das propriedades de Suzanne Belperron, incluindo seus arquivos.
Falava-se que Suzanne Belperron tinha queimado seus papéis, porém isto não era mais que um mito. O novo herdeiro encontrou, aos pés de Montmartre, um pequeno apartamento que se mantinha fechado desde 1983. Ali se encontraram móveis e livros de Suzanne Belperron, assim como todos seus arquivos: uma vasta coleção de desenhos, esquemas, modelos, moldes, bosquejos, correspondência de negócios, diários, ordens de encontros atendidos desde 1937 até 1974, fotos e artigos de prensa referendados. Esse descobrimento é crucial para assegurar a autenticidade e possibilidade de rastreamento de suas obras, cuja complexidade de desenho era notória.
De fato, o herdeiro universal de Suzanne Belperron, seu amigo entranhável, tinha honrado o desejo da artista sobre a confidencialidade de seus arquivos e o respeito a seus clientes até o dia de seu “último alento”.
Os arquivos de Suzanne Belperron, uma mulher confiável e muito discreta, desmentem todo o que se tem escrito em sentido contrario. Por outra parte, esses arquivos confirmam a existência do planejamento de um livro de arte dedicado por completo a seu trabalho. Hans Nadelhoffer (1940–1988), um experto do departamento de joalheria de Christie's em Genebra, conhecido como autor de uma monografia dedicada a Cartier SA, planejou em 1981 escrever um livro sobre o trabalho de Suzanne Belperron. Animada com a ideia, ela deu se à tarefa de juntar todos seus papéis, mas morreu tragicamente a princípios de 1983.
O novo herdeiro de Suzanne Belperron, entusiasta da arte, solicitou em 2008 os serviços de um escritor especializado em ourivesaria antiga e experto em joalheria, para que continuara o bosquejo monográfico começado por Hans Nadelhoffer. Esse experto, mediante contrato registrado em Versalhes, assumiu a custódia em 1 de outubro de 2008 dos arquivos completos de Suzanne Belperron com o mandato do novo herdeiro de assegurar em perpetuidade “o futuro da experiência do trabalho completo criado por Suzanne Belperron”.

### Um estilo eterno de um êxito crescente
O estilo imperecedouro da joalheria de Suzanne Belperron resulta hoje altamente bem-sucedido, como se evidência com a venda recorde de dois lotes de suas joias em Paris, um deles consistente num broche de cornucópia de esmeraldas e diamantes vendido em $674,999 em 19 de maio de 2010 e o outro num conjunto de turmalina, esmeralda, peridoto, berilo, safira colorida e bracelete de ouro vendidos em $330,895 em 24 de novembro de 2011.
A princípios de 2012, Karl Lagerfeld escolheu uma de suas joias em calcedônia para tonificar a prestação da coleção de primavera - verão de Chanel.
Em 14 de maio de 2012, a coleção pessoal de joias de Suzanne Belperron, descobertas como parte de seu patrimônio em 2007, foi leiloada em Genebra. Este leilão, consistente em 60 lotes vendidos a um preço três vezes maior do que seu valor originalmente estimado, foi fechado em $3.45 milhões, com a inclusão de um cristal de roca e um anel de diamantes ($498,255).